# Austintown
Austintown é um lugar designado pelo censo localizado no condado de Mahoning no estado estadounidense de Ohio. No Censo de 2010 tinha uma população de 29.677 habitantes e uma densidade populacional de 982,37 pessoas por km².

## Geografia
Austintown encontra-se localizado nas coordenadas 41° 05′ 31″ N, 80° 44′ 18″ O. Segundo o Departamento do Censo dos Estados Unidos, Austintown tem uma superfície total de 30.21 km², da qual 30.12 km² correspondem a terra firme e (0.29%) 0.09 km² é água.

## Demografia
Segundo o censo de 2010, tinha 29.677 habitantes residindo em Austintown. A densidade populacional era de 982,37 hab./km². Dos 29.677 habitantes, Austintown estava composto pelo 89.92% brancos, o 6.9% eram afroamericanos, o 0.19% eram amerindios, o 0.61% eram asiáticos, o 0.03% eram insulares do Pacífico, o 0.58% eram de outras raças e o 1.77% pertenciam a duas ou mais raças. Do total da população o 2.68% eram hispanos ou latinos de qualquer raça.

## Localidades na vizinhança
O diagrama seguinte representa as localidades num raio de 8 km ao redor de Austintown. 